# 朗纳·马尔姆
朗纳·马尔姆（瑞典語：Ragnar Malm，1893年5月14日—1959年3月1日），瑞典男子自行车运动员。他曾代表瑞典参加1912年、1920年和1924年夏季奥林匹克运动会自行车比赛，共获得一枚金牌、一枚银牌和一枚铜牌。